# Sinsa-dong, Gwanak-gu
Sinsa-dong (koreanska: 신사동) är en stadsdel i Sydkoreas huvudstad Seoul. Den ligger i stadsdistriktet Gwanak-gu i den sydvästra delen av staden.